# 王观 (南齐)
王观（?—?），南朝梁大臣。琅琊王氏王慈的儿子。
齐武帝萧赜之女吴县公主嫁给了王观。天监元年（502年），为临川内史。时江州刺史陈伯之反梁，褚緭游说陈伯之：“如今举大事，宜争取民心。长史程元冲很不得人心，而临川内史王观是王僧虔的孙子，他人品不坏，可以召他为长史以便代替程元冲。”于是陈伯之欲以王观为长史，王观拒不就命。